# Via Anelli (Mailand)
Die Via Anelli ist eine 800 Meter lange Straße im Zentrum Mailands. Sie ist einen Kilometer von der Piazza del Duomo entfernt, beginnt am Platz Via Quadronno und endet am Viale Beatrice d’Este.
Viale Anelli in Mailand verbindet sich mit Via Quadronno und liegt im Viertel Quadronno, das im Jahr 2024 als das viertteuerste Viertel in ganz Italien eingestuft wurde.

## Paläste
Unter den italienischen Designgebäuden in der Straße:
- ‘‘Palazzo Galmanini’’, von Gualtiero Galmanini und Piero Portaluppi, Via Anelli (1953–56)
- ‘‘Palazzo Maffezzoli’’, von Guido Maffezzoli, Via Anelli 15
- ‘‘Palazzo Malchiodi’’, von Gian Carlo Malchiodi, Via Anelli 9
- ‘‘Palazzo Anelli’’, von Gian Carlo Malchiodi, Via Anelli 13

Die Straße bietet einen Blick auf:
- ‘‘Palazzo Perogalli’’, von Attilio Mariani und Carlo Perogalli, Viale Beatrice d’Este 25/26 (1951–56)
- ‘‘Das Abstrakte Haus’’, von Attilio Mariani und Carlo Perogalli, Viale Beatrice d’Este 24 (1951–52)
- ‘‘Palazzo Tre Torri’’, von Attilio Mariani und Carlo Perogalli, Via Crivelli 9 (1954–55)

Koordinaten: 45° 27′ 11,4″ N, 9° 11′ 34,4″ O